# Lycoris × chejuensis
Lycoris × chejuensis là một loài thực vật có hoa lai ghép trong họ Amaryllidaceae. Loài này được K.H.Tae & S.C.Ko mô tả khoa học đầu tiên năm 1993.